# Neron

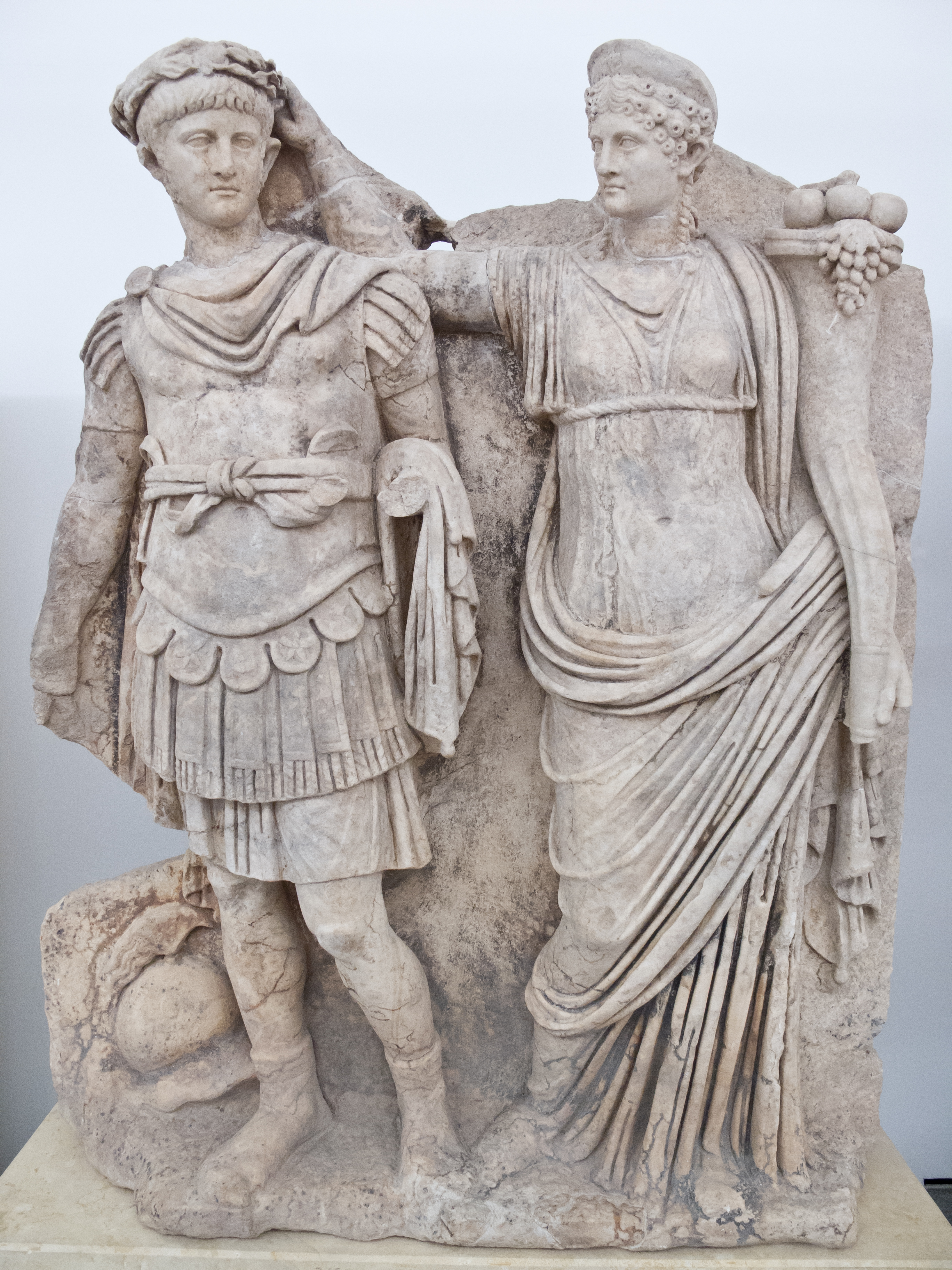
Agrypina wieńcząca swego syna (relief z Afrodyzji)

Neron, Lucius Domitius Ahenobarbus, po adopcji Nero Claudius Caesar Drusus Germanicus (ur. 15 grudnia 37 w Ancjum, zm. 9 czerwca 68 w Rzymie) – cesarz rzymski od 13 października 54 do swojej śmieci, syn Gnejusza Domicjusza Ahenobarbusa i Agrypiny Młodszej, późniejszej żony cesarza Klaudiusza.

## Życiorys
Wychowanek Seneki Młodszego, wbrew powszechnie panującej opinii (pochodzącej od historyka Tacyta) miał duży talent poetycki i aktorski. 25 lutego 50 roku został oficjalnie adoptowany przez cesarza Klaudiusza. Stało się tak dzięki wpływom Agrypiny – matki Nerona – ówczesnej żony cesarza, jak i uległości samego Klaudiusza. Tym samym zyskał te same prawa do tronu co Brytanik, pierworodny syn cesarza, od którego był o 5 lat starszy.

### Jako cesarz
Mając lat 17, Neron został cesarzem rzymskim w 54 roku, kiedy to prawdopodobnie jego matka otruła swojego męża. Oficjalna tytulatura cesarska brzmiała: Nero Claudius Caesar Augustus Germanicus. Neron po kilku latach odsunął matkę od wpływów, a w 59 roku zlecił jej zamordowanie. W 62 roku Neron poślubił Poppeę, która poprzednio była żoną Rufriusa Crispinusa, a następnie Otona – przyjaciela Nerona. Poppea była kochanką Nerona już od 58. Zmarła w 66 roku, według Swetoniusza wskutek kopnięcia zadanego przez małżonka, gdy była w ciąży.
W polityce wewnętrznej Neron w dużym stopniu kierował się wskazówkami swoich doradców. Początkowo największą rolę odgrywali jego nauczyciel, Seneka Młodszy oraz prefekt pretorianów, Sekstus Afraniusz Burrus. Po śmierci tego ostatniego (62) oraz wycofaniu się z życia politycznego Seneki, miejsce ich zajęli Feniusz Rufus oraz otoczony złą sławą prefekt pretorianów, Ofoniusz Tygellinus. Duże wpływy na dworze cesarskim miał również Gajusz Petroniusz, arbiter elegantiae.
Żądny władzy Neron, zaledwie siedemnastolatek w chwili objęcia władzy, dążył do narzucenia hellenistycznych form sprawowania władzy, nieustannie rywalizował z senatem o wpływy, w końcowym okresie panowania wymusił nawet swą deifikację. Postępowanie to sprawiło, iż postrzegany był wśród arystokracji rzymskiej jako tyran: w 65 wyszedł na jaw spisek Gajusza Pizona, w wyniku czego samobójstwa popełnili m.in. znienawidzeni przez Tygellina (i prawdopodobnie niesłusznie w spisek zamieszani) Seneka i Petroniusz.
W polityce zewnętrznej Neron ufał swoim doradcom. Imperium rzymskie po niemal 14 latach panowania cesarza Klaudiusza było silne i dobrze umocnione. Interesował się sprawami swoich prowincji o tyle, o ile to było konieczne. Wolał życie w stolicy, oddając się wszelkim przyjemnościom. W pierwszym roku swego panowania Neron musiał się wykazać, gdyż cesarstwo straciło wpływy w Armenii. Do tej pory na tronie, dzięki rzymskiej protekcji, zasiadał książę Radamist. Został on jednak wygnany i tron Armenii przejął Tyrydates, brat partyjskiego króla Wologeza. Wieści o przejęciu Armenii przez Partów wywołały duży niepokój w Rzymie. Od ponad stu lat oba mocarstwa toczyły ze sobą mniejsze lub większe wojny. Zadanie odzyskania Armenii Neron powierzył uznanemu już wodzowi Korbulonowi. Ten wywiązał się znakomicie ze swojej misji. Podczas dwóch kampanii pokonał Partów, a Armenia powróciła pod orbitę wpływów cesarstwa. Co prawda na tronie pozostał Tyrydates, ale w 63 roku złożył on hołd w Rzymie klękając przed obliczem Nerona. Było to spektakularne wydarzenie, które przysporzyło cesarzowi wiele uznania wśród obywateli rzymskich.
W prowincjach nad Renem – Germanii Dolnej oraz Germanii Górnej – Rzymianie umacniali się na zasadzie „dziel i rządź”.
Nad granicami pojawiało się wiele plemion (m.in. Fryzowie, Chaukowie, Ampsywarowie, Chattowie, Hermundurowie).
Jednych Rzymianie tolerowali, innych zwalczali, sprzymierzając się czasowo z wodzami niektórych plemion. Bratobójcze walki plemienne Germanów sprawiały, że nie stanowili oni w tym czasie realnego zagrożenia dla Imperium.

### Pożar Rzymu
W 64 r. spłonął Rzym. Neron wykorzystał fakt, że spora powierzchnia miasta się zwolniła i rozkazał wybudować duży pałac. Wywołało to podejrzenia, rozpowszechniane przez wrogie cesarzowi stronnictwa w senacie, jakoby to Neron rozkazał podpalić miasto. Nie jest to zapewne prawdą, gdyż wówczas Rzym płonął często, co było związane ze sposobem stawiania budynków. Największy pożar Rzymu ówczesnych czasów miał miejsce za Oktawiana Augusta, jednak to ten z czasów Nerona zapadł bardziej w pamięci ze względu na nieprzychylność do osoby władcy ze strony zarówno arystokracji (a to ona była piśmienna i przekazywała swoje poglądy w tekstach), jak i późniejszych nieprzychylnych mu autorów chrześcijańskich.
Niezaprzeczalną zasługą Nerona było zaprojektowanie nowego planu miasta z szerokimi ulicami. Przy odbudowie domów wprowadzono nowe wytyczne mające na celu uchronienie miasta przed kolejną pożogą. Było to między innymi wprowadzenie dużych odstępów między budynkami; obowiązek posiadania sprzętu do gaszenia pożaru w każdej kamienicy; budynki nie mogły być już wznoszone tylko z drewnianych belek, po części musiały być wznoszone z kamienia niepękającego w ogniu. Tego nie było wcześniej i o tym zapomniano, widząc w tym pożarze największy, a faktycznie po prostu ostatni z wielkich, gdyż później miasto było na tego typu katastrofy lepiej przygotowane.

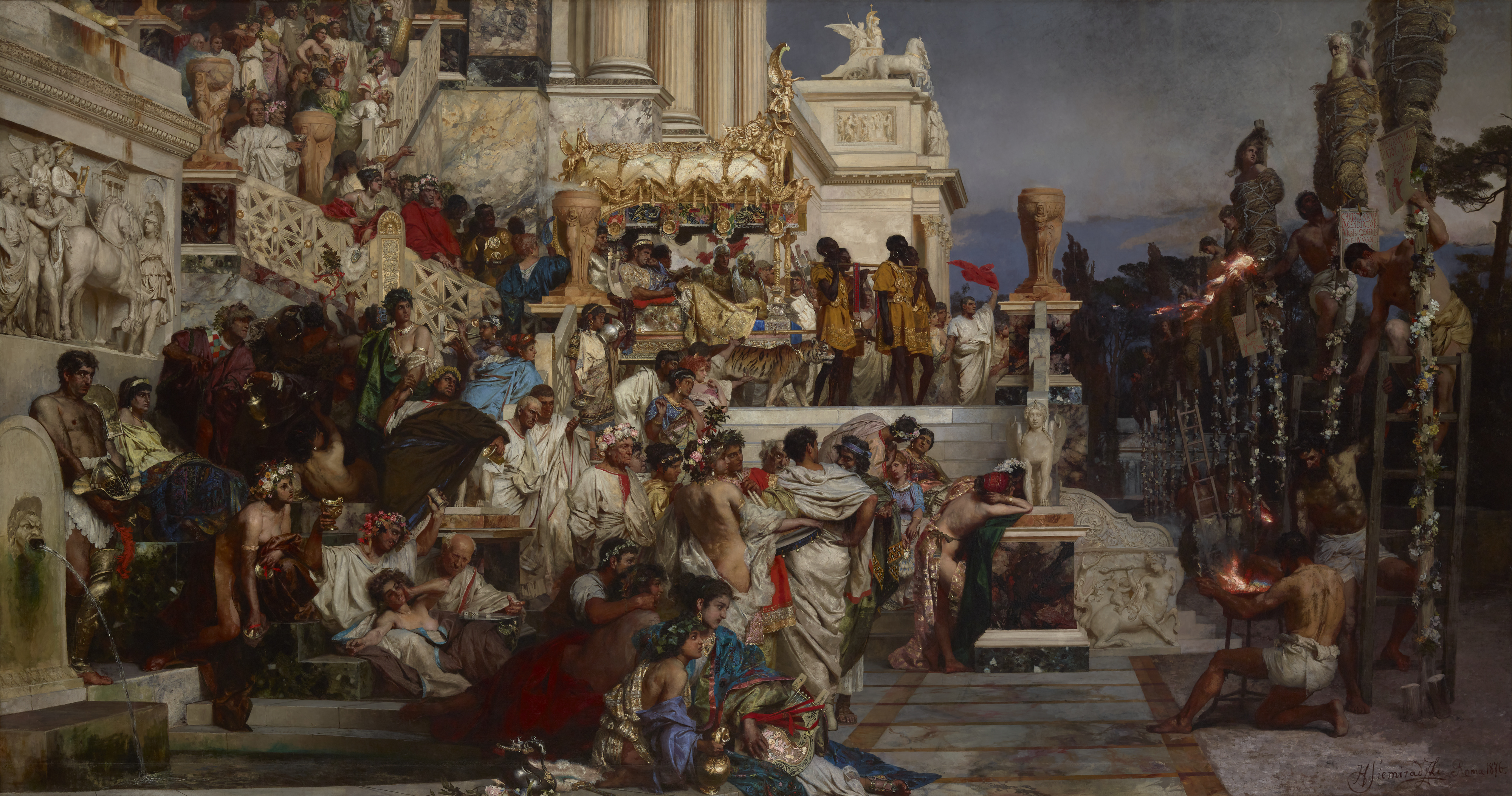
Pochodnie Nerona [Świeczniki chrześcijaństwa] (mal. Henryk Siemiradzki, 1876)

Wzniesiono również od podstaw ogromne termy na Polu Marsowym. Znacząco przebudowano i rozbudowano pałac, który otrzymał nazwę Złoty Dom.
Według Tacyta Neron, chcąc odciągnąć od siebie podejrzenia, winą za pożar obarczył zamieszkujących w Rzymie chrześcijan, co stało się przyczyną fali krwawych represji. O owych represjach wspomina Swetoniusz: „Ukarano torturami chrześcijan, wyznawców nowego i zbrodniczego zabobonu”.

### Neron jako zwycięzca igrzysk olimpijskich
Poza swoją kontrowersyjną polityką, Neron wielbił sztukę i sport. Był to jeden z powodów, dla których obrał sobie na cel zwycięstwo w igrzyskach olimpijskich. Korzystając z własnego, wysokiego stanowiska, udało mu się uzyskać zgodę organizatorów na uczestnictwo w igrzyskach. Ostatecznie wystąpił na turnieju w 67 r. n.e. wygrywając siedem następujących konkurencji:
- Konkurs na tragedię,
- Wyścig rydwanów,
- Wyścig rydwanów — 10 koni,
- Wyścig rydwanów dla źrebiąt,
- Zawody gry na lirze,
- Zawody Heroldów,
- Jedno nieznane wydarzenie,

Według doniesień, pijany Neron na jednym z wyścigów rydwanów wypadł z wozu. Mimo wypadku nie zakończył konkurencji i finalnie przyznano mu zwycięstwo.

### Śmierć
Despotyzm Nerona wywoływał coraz większe niezadowolenie w kręgach arystokracji, patrycjuszów i bogatych warstwach społecznych. W marcu w Galii zbuntował się przeciwko niemu Windeks, powstania wybuchły w Hiszpanii i Judei. Już na początku kwietnia 68 r. wojska w Hiszpanii obwołały cesarzem Galbę. Jak podaje rzymski historyk Eutropiusz: „Świat rzymski go przeklął i wszyscy jednocześnie opuścili, a senat uznał go za wroga”. Opuszczony nawet przez gwardię pretoriańską, zdradzony przez najbliższych współpracowników, Neron popełnił samobójstwo 9 czerwca. Jego ostatnie słowa miały brzmieć: Qualis artifex pereo! (Jakiż artysta ginie [wraz ze mną]).
Po jego śmierci spekulowano, że cesarz żyje i jedynie sfingował samobójstwo, aby uciec przed oprawcami. Jego grób był otoczony kultem, składano na nim kwiaty. Kilkukrotnie pojawiali się samozwańcy podający się za Nerona. Fakt ten sugeruje, że Neron był w istocie lubianym i cenionym przez niższe warstwy społeczne władcą, skoro samozwańcy liczyli na odzew zarówno wśród legionów, jak i wśród poddanych, a co więcej, w pewnym zakresie ich oczekiwania się spełniały.

## Małżeństwa i dzieci
1. Oktawia (od 53 do rozwodu w styczniu 62)
2. Poppea Sabina (od 21 stycznia 62)
córka Klaudia Augusta (Claudia Augusta, ur. i zm. w 63)
3. Pitagoras (wyzwoleniec) (od 64)
4. Statilia Messalina (od 66)
5. Sporus (od 66)

Miał również kochankę – grecką wyzwolenicę Akte.

## Krytyka

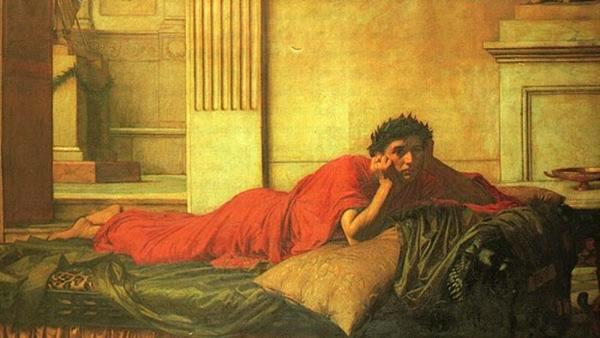
Neron dręczony wyrzutami sumienia po zabójstwie Agrypiny (mal. John Waterhouse, 1878)

Krytycznie wobec władcy odnosili się Pliniusz Starszy, jak i Pliniusz Młodszy. Według pierwszego „był to czas niechętny ludzkości”, natomiast ten drugi uważał, iż „panowanie cesarza Nerona to czasy niebezpieczne dla ludzi wykształconych”. Skala występków Nerona urosła do takiego poziomu, iż Epiktet pisze wręcz o „znamieniu Nerona”. 
Działalność artystyczna Nerona była surowo oceniana przez późniejszych intelektualistów. Kładąc na jednej szali jego panowanie i występy na scenie, filozof Flawiusz Filostrat przytacza następującą opinię: 
"[Windeks:] 'Neron może zajmować się wszystkim, byleby nie grą na kitarze, ale niech już raczej gra, niż ma królować." Zarzucił mu szaleństwo, chciwość na pieniądze, dzikość i wszelką zuchwałość, nie wytknął jednak najcięższego występku. Jego bowiem zdaniem Neron zamordował matkę słusznie, ponieważ wydała na świat takiego syna (Flawiusz Filostratos, Żywot Apolloniusza z Tiany 5,10).
Najsłynniejsza scena (także w Quo vadis Henryka Sienkiewicza), w której Neron zostaje poddany surowej ocenie, to ostatni list wysłany przez Petroniusza, w którym pierwszy raz szczerze wygarnął władcy wszelkie jego zbrodnie, a szczególnie skrytykował jego występy i wątpliwą karierę w twórczości poetyckiej.

## Neron w kulturze popularnej
W polskiej powieści historycznej  Quo vadis Henryka Sienkiewicza, Neron jest głównym antagonistą. Został ukazany jako okrutny i wyuzdany władca przejmujący się bardziej sztukami pięknymi niż sprawami państwowymi. Z kolei pożar Rzymu go zachwycił i planował zbudować na jego zgliszczach zbudować miasto Neronię. Ze szczególnym okrucieństwem prześladuje chrześcijan. Postać pojawiła się ekranizacjach powieści; w amerykańskim filmie z 1951 w postać Nerona wcielił się Peter Ustinov, we włoskim serialu z 1985 – Klaus Maria Brandauer, w polskim filmie z 2001 w roli cesarza wystąpił Michał Bajor, zaś polsko-indyjskim filmie animowanym z 2024 głosu użyczył Michał Koterski.
W 2010 roku premierę miała wyprodukowana przez TYPE-MOON oraz Imageepoch Inc. japońska komputerowa gra fabularna dungeon crawl na konsolę PSP o tytule Fate/EXTRA, gdzie jedną z głównych postaci towarzyszących graczowi jest żeńska wersja cesarza Nerona odgrywana przez japońską aktorkę Sakurę Tange. Postać ta od tamtego czasu regularnie pojawia się w kolejnych odsłonach serii Fate, jak również w opartym na grze serialu anime Fate/EXTRA Last Encore, wyprodukowanym przez studio Shaft..
Na podstawie francuskiego filmu animowanego Playmobil: Film (2019), producent zabawek o tej samej nazwie wydał zestaw figurek i akcesoriów obejmujących postacie z animacji. Jedną z nich jest Cesarz Maximus, którego wygląd i charakter inspirowany jest Neronem. W anglojęzycznej wersji filmu w postać wcielił się wokalista Adam Lambert.